# 宇部市勤労青少年会館
宇部市勤労青少年会館（うべしきんろうせいしょうねんかいかん）は、山口県宇部市にあった文化施設。

## 概要
1967年（昭和42年）建設の鉄筋コンクリート造り6階建て。宇部市における青少年の活動拠点として、参宮通り（国道490号）と松山通り（国道190号）の交点にあった宮大路動物園の跡地に開館した。
多目的音楽室や美術工芸室、視聴覚室などがある。また、プラネタリウム投影機を備えた天文ドーム（プラネタリウム）もあり定期的に投影会などが行われてきた。
2024年から2025年にかけて廃止される予定だったが、2023年4月27日に外壁の一部が落下したため臨時休館となり、地方自治体の勤労青少年ホーム設置の努力義務もなくなったことから廃止時期を早めて2023年5月の宇部市議会臨時会に設置条例の廃止案や補正予算案を提出することになった。
2023年6月1日に閉館。

## 所在地
- 所在地 - 〒755-0026　宇部市松山町一丁目12番1号

## アクセス
- 電車： JR東新川駅下車 徒歩10分
- バス： 宇部市営バス「常盤町二丁目」バス停下車 徒歩2分
- 無料駐車場30台